# How I Quit Smoking
How I Quit Smoking es el segundo álbum de estudio de la banda americana Lambchop, lanzado el 30 de enero de 1996 por Merge Records.
La canción "The Man Who Loved Beer" es una adaptación del poema "The Man Who Was Tired of Life" del antiguo texto egipcio disputa entre un hombre y su ba. La canción fue luego reversionada por David Byrne.

## Lista de canciones
Todas las canciones escritas y compuestas por Kurt Wagner, except where noted. 
| N.º | Título                            | Duración |  |
| 1.  | «For Which We Are Truly Thankful» | 2:59     |  |
| 2.  | «The Man Who Loved Beer»          | 2:48     |  |
| 3.  | «The Militant»                    | 3:36     |  |
| 4.  | «We Never Argue»                  | 4:14     |  |
| 5.  | «Life's Little Tragedy»           | 4:16     |  |
| 6.  | «Suzieju»                         | 4:24     |  |
| 7.  | «All Smiles and Mariachi»         | 3:31     |  |
| 8.  | «The Scary Caroler»               | 4:43     |  |
| 9.  | «Smuckers»                        | 4:33     |  |
| 10. | «The Militant» (reprise)          | 2:56     |  |
| 11. | «Garf»                            | 4:31     |  |
| 12. | «Your Life as a Sequel»           | 4:19     |  |
| 13. | «Theöne»                          | 4:55     |  |
| 14. | «Again»                           | 1:10     |  |